# D'Hondtova metoda
D'Hondtova metoda je jeden ze způsobů přepočtu hlasů voličů na mandáty politickým stranám pro poměrný volební systém. Metoda je pojmenována po belgickém právníkovi a matematikovi Victoru D'Hondtovi (1841–1901). Účinek D’Hondtovy metody je většinou odborníků označován jako disproporční ve prospěch větších stran, záleží však na zvoleném přístupu měření proporcionality.

## Způsob výpočtu
D’Hondtův dělitel je metodou volebního dělitele, který jako jediný můžeme bezesporu označit za metodu největšího průměru. D'Hondtova metoda minimalizuje největší poměr křesel k hlasům ze všech stran.
Rozdělování mandátů dané volební oblasti se účastní pouze ty strany, jež celostátně získaly alespoň tolik hlasů, kolik určuje uzavírací klauzule (v ČR 5 % pro jednotlivé strany). Vstupem do D'Hondtovy metody je počet mandátů, jenž má být mezi strany v dané volební oblasti rozdělen, a dále pro každou stranu počet hlasů, jež tato v dané volební oblasti získala. Nezáleží na hlasování v jiných oblastech ani na počtu hlasů pro strany, které nepřekročily uzavírací klauzuli.
Existuje několik typů výpočtu pro D'Hondtovu metodu, které se liší způsobem výpočtu, ale všechny vedou ke stejnému výsledku:
- dělitelská metoda se zaokrouhlováním
- metodou volebního dělitele 1, 2, 3 atd.

První způsob je nejúčinnější[ujasnit], druhý oblíbenější. Výhodou metody volebního dělitele je, že jej lze pracovat schematicky. Nevýhodou je, že schematická práce málo přispívá k pochopení procesu. Další nevýhodou je mnoho kroků u voleb s mnoha mandáty.

### Popis dělitelské metody se zaokrouhlováním
Kolový počet hlasů se odhaduje iterativně, v prvním kole je celkový počet hlasů dělený celkovým počtem mandátů.
Podíl pro každou stranu je počet hlasů pro stranu dělený kolovým počtem hlasů. Počet odhadovaných mandátů v tomto kole je podíl strany zaokrouhlen dolů. Pokud je součet odhadovaných mandátů příliš vysoký, je nový kolový počet {\displaystyle \min _{i}{\bigg \{}{\frac {V_{i}}{s_{i}}}{\bigg \}}+1}, kde {\displaystyle V_{i}} je počet hlasů a {\displaystyle s_{i}} je odhadovaný počet mandátů pro stranu {\displaystyle i}, jejíž počet odhadovaných mandátu je větší než nula. Pokud je součet odhadovaných mandátů příliš nízký, je nový kolový počet {\displaystyle \max _{i}{\bigg \{}{\frac {V_{i}}{s_{i}+1}}{\bigg \}}-1}. Kola se opakují, dokud se součet odhadovaných mandátů neshoduje s počtem mandátů k rozdělení.

#### Příklad
Jako reálný příklad převodu počtu získaných hlasů na počet mandátů poslouží volby do Poslanecké sněmovny Parlamentu České republiky z roku 2006 v Libereckém kraji. V tomto kraji bylo rozdělováno 8 mandátů. Přepočet se týká jen těch stran, které prošly přes celostátní uzavírací klauzuli: získaly alespoň 5 % z celkového počtu hlasů na území celé České republiky. Následující tabulka ukazuje výpočet.
|                          | kolový počet | ODS    | ČSSD   | KSČM   | SZ     | KDU-ČSL | součet mandátů |
| ------------------------ | ------------ | ------ | ------ | ------ | ------ | ------- | -------------- |
| hlasy (celkem 201 428)   |              | 83 647 | 63 181 | 24 823 | 20 646 | 9 131   |                |
| 1. kolo podíl            | 25 178,5     | 3,32   | 2,51   | 0,99   | 0,82   | 0,36    |                |
| 1. kolo zaokrouhlen dolů |              | 3      | 2      | 0      | 0      | 0       | 5              |
| 2. kolo podíl            | 21 059,3     | 3,97   | 3,00   | 1,18   | 0,98   | 0,43    |                |
| 2. kolo zaokrouhlen dolů |              | 3      | 3      | 1      | 0      | 0       | 7              |
| 3. kolo podíl            | 20 910,8     | 4,00   | 3,02   | 1,19   | 0,99   | 0,44    |                |
| 3. kolo zaokrouhlen dolů |              | 4      | 3      | 1      | 0      | 0       | 8              |

### Popis metody volebního dělitele
Mandáty se přidělují metodou volebního dělitele vícekolově, vždy jeden mandát v každém kole. V každém kole se pro každou stranu určí kolový počet hlasů {\displaystyle d} a ta strana, která má kolový počet hlasů nejvyšší, kolo vyhrává a získává mandát toho kola. Kolový počet hlasů je
{\displaystyle d={\frac {V}{s+1}}},
kde:
- {\displaystyle V} je počet hlasů, který dostala daná strana,
- {\displaystyle s} je počet křesel, které dosud obdržela daná strana. Volební dělitel {\displaystyle s+1} je 1, 2, 3 atd.

V prvním kole je kolový součet strany roven počtu hlasů a první mandát získává strana s nejvyšším počtem hlasů. V dalších kolech se kolový počet hlasů každé strany určí jako podíl získaných hlasů strany ku počtu mandátů, které získala v předchozích kolech, zvýšenému o jedničku. Kolový počet hlasů těch stran, jež v minulém kole mandát nevyhrály, tedy zůstává oproti minulému kolu beze změny, protože se nezměnil počet mandátů, které získaly. Kolo vyhrává ten, jenž má nejvyšší kolový počet hlasů, a mandát pak dostane. Postup se opakuje v dalších kolech, dokud nejsou přiděleny všechny mandáty. Metodu pro názornost dokreslují následující příklady.

#### Jednoduchý příklad
Předpokládejme, že existují tři strany A, B, C s počty získaných hlasů 100, 40 a 45. Rozdělují se tři mandáty. Tabulka ukazuje výpočet kolového počtu hlasů {\displaystyle d}. Vítěz kola s nejvyšším kolovým počtem hlasů je označen tučným písmem. 
| Kolo              | Strana A             | Strana B          | Strana C          |
| ----------------- | -------------------- | ----------------- | ----------------- |
| 1.                | 100 = 100 / (0 + 1)  | 40 = 40 / (0 + 1) | 45 = 45 / (0 + 1) |
| 2.                | 50 = 100 / (1 + 1)   | 40 = 40 / (0 + 1) | 45 = 45 / (0 + 1) |
| 3.                | 33,3 = 100 / (2 + 1) | 40 = 40 / (0 + 1) | 45 = 45 / (0 + 1) |
| Získaných mandátů | 2                    | 0                 | 1                 |

#### Reálný příklad
Jako reálný příklad jsou opět použity volby do Poslanecké sněmovny Parlamentu České republiky z roku 2006 v Libereckém kraji.
| VOLBY DO PSP 2006                                                               | ODS                                                            | ČSSD                                                           | KSČM                                                           | SZ              | KDU-ČSL        | ostatní                                                                         |
| Počet získaných hlasů (% v kraji)                                               | 83 647 (38,81 %)                                               | 63 181 (29,31 %)                                               | 24 823 (11,51 %)                                               | 20 646 (9,58 %) | 9 131 (4,23 %) | 14 082 (6,56 %) v celostátní uzavírací klauzuli propadlé hlasy, cca 0,5 mandátu |
| Rozdělování hlasů a mandátů stranám, které prošly celostátní uzavírací klauzulí |                                                                |                                                                |                                                                |                 |                | 14 082 (6,56 %) v celostátní uzavírací klauzuli propadlé hlasy, cca 0,5 mandátu |
| 1. mandát                                                                       | 83 647                                                         | 63 181                                                         | 24 823                                                         | 20 646          | 9 131          | 14 082 (6,56 %) v celostátní uzavírací klauzuli propadlé hlasy, cca 0,5 mandátu |
| 2. mandát                                                                       | 41 824 = 83 647 / 2                                            | 63 181                                                         | 24 823                                                         | 20 646          | 9 131          | 14 082 (6,56 %) v celostátní uzavírací klauzuli propadlé hlasy, cca 0,5 mandátu |
| 3. mandát                                                                       | 41 824                                                         | 31 591                                                         | 24 823                                                         | 20 646          | 9 131          | 14 082 (6,56 %) v celostátní uzavírací klauzuli propadlé hlasy, cca 0,5 mandátu |
| 4. mandát                                                                       | 27 882 = 83 647 / 3                                            | 31 591                                                         | 24 823                                                         | 20 646          | 9 131          | 14 082 (6,56 %) v celostátní uzavírací klauzuli propadlé hlasy, cca 0,5 mandátu |
| 5. mandát                                                                       | 27 882                                                         | 21 060                                                         | 24 823                                                         | 20 646          | 9 131          | 14 082 (6,56 %) v celostátní uzavírací klauzuli propadlé hlasy, cca 0,5 mandátu |
| 6. mandát                                                                       | 20 912 = 83 647 / 4                                            | 21 060                                                         | 24 823                                                         | 20 646          | 9 131          | 14 082 (6,56 %) v celostátní uzavírací klauzuli propadlé hlasy, cca 0,5 mandátu |
| 7. mandát                                                                       | 20 912                                                         | 21 060                                                         | 12 412                                                         | 20 646          | 9 131          | 14 082 (6,56 %) v celostátní uzavírací klauzuli propadlé hlasy, cca 0,5 mandátu |
| 8. mandát                                                                       | 20 912                                                         | 15 785                                                         | 12 412                                                         | 20 646          | 9 131          | 14 082 (6,56 %) v celostátní uzavírací klauzuli propadlé hlasy, cca 0,5 mandátu |
| Získané mandáty (%)                                                             | 4 (50 %)                                                       | 3 (37,5 %)                                                     | 1 (12,5 %)                                                     |                 |                | 14 082 (6,56 %) v celostátní uzavírací klauzuli propadlé hlasy, cca 0,5 mandátu |
| Z toho přerozdělené mandáty voličů, kteří tyto strany nevolili                  | Z toho přerozdělené mandáty voličů, kteří tyto strany nevolili | Z toho přerozdělené mandáty voličů, kteří tyto strany nevolili | Z toho přerozdělené mandáty voličů, kteří tyto strany nevolili | celkem          | celkem         | celkem                                                                          |
| mandáty (%)                                                                     | 0,9 (11,19 %)                                                  | 0,7 (8,19 %)                                                   | 0,1 (0,99 %)                                                   | 1,7 (20,37 %)   | 1,7 (20,37 %)  | 1,7 (20,37 %)                                                                   |
| Nezastoupení, nebo ne podle jejich vůle zastoupení, voliči                      | Nezastoupení, nebo ne podle jejich vůle zastoupení, voliči     | Nezastoupení, nebo ne podle jejich vůle zastoupení, voliči     | Nezastoupení, nebo ne podle jejich vůle zastoupení, voliči     | 43 859          | 43 859         | 43 859                                                                          |

Příklad Libereckého kraje ukazuje, že pětina jeho aktivních voličů (     43 859 hlasů; 20,37 %; 1,7 mandátu) není v PSP ČR zastoupena jimi volenými zástupci – hlasy těchto voličů buď propadly v celostátní uzavírací klauzuli, nebo kvůli nedosažení potřebného počtu na zisk mandátu v daném kraji.

## Paradoxy přepočítávání hlasů po volebních obvodech
D'Hondtova metoda vede systematicky k tomu, že silnější straně stačí na zisk jednoho mandátu méně hlasů než slabší straně. Např. při volbách do Poslanecké sněmovny Parlamentu České republiky 2017 stačilo vítězné straně ANO 2011 na jeden mandát pouze 19 232 hlasů, zatímco poslední dvě z těch, které překročily hranici 5 %, TOP 09 a STAN, potřebovaly hlasů dvojnásobek, 38 402 a 43 693.

### Paradoxy přepočítávání hlasů po rozdělování mandátů v jednotlivých krajích
Po zveřejnění výsledků voleb do Poslanecké sněmovny v roce 2006 se v Česku začalo hovořit o paradoxech přepočtu hlasů na mandáty.[zdroj?] Například v Libereckém kraji Stranu zelených volilo 9,58 % a nezískala ani jeden mandát (viz příklad výše). V Moravskoslezském kraji stejná strana obdržela 4,34 % a po přepočtení hlasů získala jedno poslanecké místo. Při D'Hondtovy metodě může docházet k záporné váze hlasu.
KDU-ČSL v celé republice získala 7,22 % hlasů a 13 poslaneckých mandátů, Stranu zelených volilo o 0,93 procentních bodů méně a obdržela jen 6 mandátů.
Tyto nepravidelnosti však byly jen z části způsobeny D'Hondtovou metodou, hlavní příčinou je oddělené rozdělování mandátů v jednotlivých krajích. Například 5 mandátů v Karlovarském kraji není možné spravedlivě rozdělit podle žádné metody (strana s 7 % hlasů může získat buďto 0 % nebo 20 % mandátů, nic mezi), naproti tomu pokud by se všech 200 mandátů rozdělilo celostátně, bude rozdělení mandátů (i podle D'Hondtovy metody) téměř dokonale odpovídat rozdělení hlasů mezi strany. V Německu, Finsku, a Bulharsku a části Švýcarska je tento paradox řešený dvojitě poměrným přidělováním (anglicky biproportional apportionment).

### Paradoxy přepočítávání hlasů po rozdělování mandátů a přirozený práh
Další roli zde hrál tzv. „přirozený práh“. Strana totiž musí v příslušném volebním kraji získat pro zisk mandátu zhruba takový podíl hlasů, jaký odpovídá podílu odpovídajícímu volenému počtu poslanců. Například: pro zisk mandátu ve volebním kraji, kde se volí jen 5 poslanců, musí získat 1/5 (20 % hlasů). Strana, jejíž voliči se z velké části soustřeďují v několika krajích, tak má při stejném počtu hlasů odevzdaných pro obě strany výhodu oproti straně, jejíž voliči jsou více rozptýlení.
Uzavírací klauzule (5% klauzule) mírně posiluje účinky D'Hondtovy metody, protože propadlé hlasy se při přidělování mandátů nepočítají, což zvětšuje poměr mezi slabými a silnými stranami ve prospěch stran silných, a tedy i účinky D'Hondtovy metody. Například při 33,3% zisku jedné strany a podílu propadlých hlasů 0 % získala vlastně tato strana 1/3 hlasů počítaných pro přepočítávání mandátů. Pokud 50 % hlasů patřilo stranám pod 5% klauzulí (tedy propadlo) a zisk strany je 33,3 %, strana vlastně získala 33,3 procentních bodů z 50 procentních bodů, čili 2/3 hlasů pro přepočítávání mandátů.

## Modifikovaná verze D'Hondtovy metody
Existuje modifikovaná verze D'Hondtovy metody, v níž je volební dělitel pokud strana dosud obdržela nula křesel 1,42 namísto 1; postup pokud strana obdržela křeslo, je shodný. Tato verze nahrává tím více větším stranám, čím menší je velikost volebního obvodu. 
Příklad stran A, B, C zadaný stejně jako výše, avšak spočítaný modifikovanou metodou s prvokolovým dělitelem 1,42:
| Kolo              | Strana A           | Strana B       | Strana C       |
| ----------------- | ------------------ | -------------- | -------------- |
| 1.                | 70 = 100 / 1,42    | 28 = 40 / 1,42 | 32 = 45 / 1,42 |
| 2.                | 50 = 100 / (1 + 1) | 28 = 40 / 1,42 | 32 = 45 / 1,42 |
| 3.                | 33 = 100 / (1 + 2) | 28 = 40 / 1,42 | 32 = 45 / 1,42 |
| Získaných mandátů | 3                  | 0              | 0              |

## Srovnání s jinými metodami alokování křesel
Podobně jako D'Hondtova metoda funguje i Sainte-Laguëova metoda, jejíž výsledek má optimální průměrný poměr křesel k hlasům jednotlivých stran, lépe než D'Hondtova metoda, která zvýhodňuje větší strany. Rozdíl je ve volebním děliteli. U metody Sainte-Laguë jde o posloupnost lichých čísel: 1, 3, 5, 7, …. Tato metoda posiluje zisky malých a středně velkých stran na úkor velkých stran. Používá se v Bosně a Hercegovině, Indonésii, Kosovu, Lotyšsku, na Novém Zélandu a v Německu.

## Platnost v zemích
D'Hondtova metoda se používá v těchto zemích: Albánie, Angola, Argentina, Arménie, Aruba, Belgie, Bolívie, Brazílie, Bulharsko, Burundi, Černá Hora, Dánsko, Dominikánská republika, Ekvádor, Estonsko, Fidži, Finsko, Guatemala, Chile, Chorvatsko, Island, Izrael, Japonsko, Kambodža, Kapverdy, Kolumbie, Kosovo, Lucembursko, Maďarsko, Moldavsko, Monako, Mosambik, Nikaragua, Nizozemsko, Paraguay, Peru, Polsko, Portugalsko, Rakousko, Rumunsko, Salvador, San Marino, Severní Irsko, Severní Makedonie, Skotsko, Slovinsko, Srbsko, Španělsko, částečně Švýcarsko, Turecko, Uruguay, Venezuela, Východní Timor a Wales; v některých zemích Evropské unie se používá také při volbách do Evropského parlamentu.